# Jesper Crusebjörn

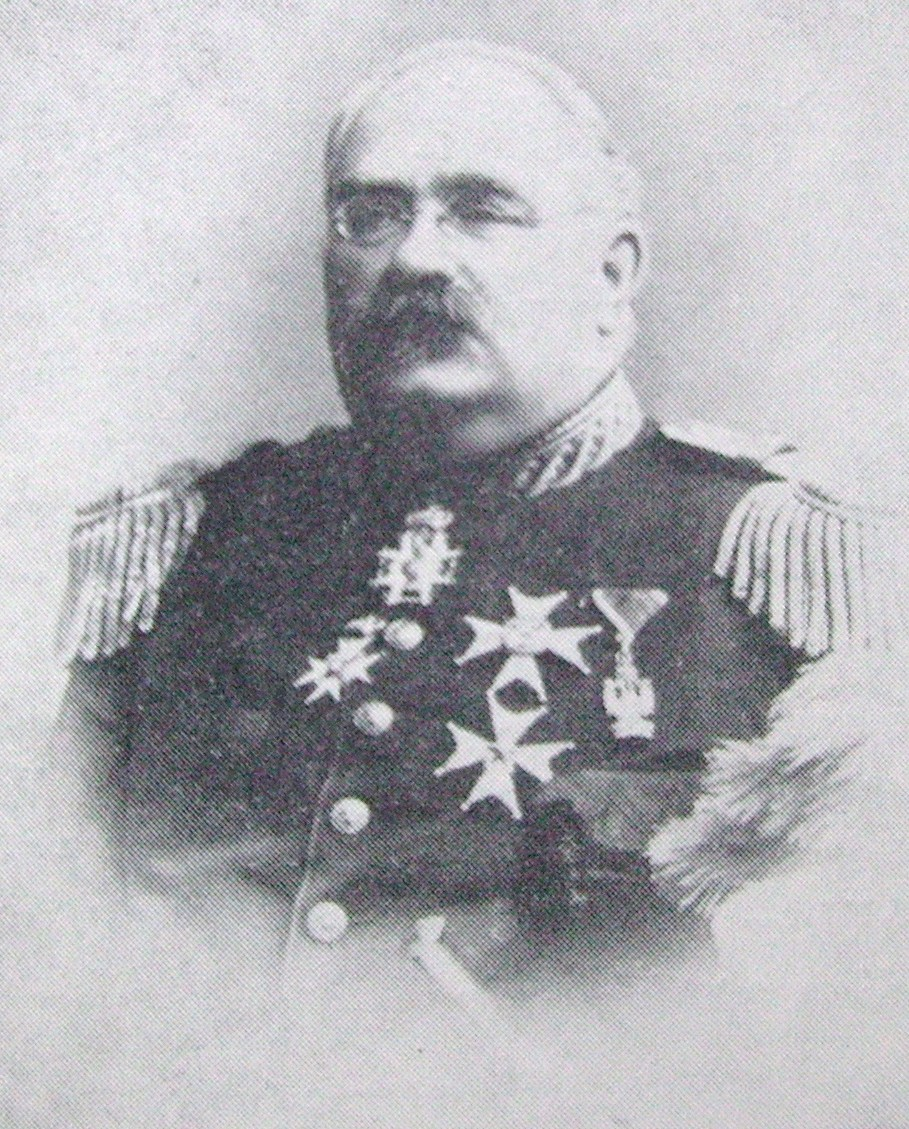
Jesper Crusebjörn.

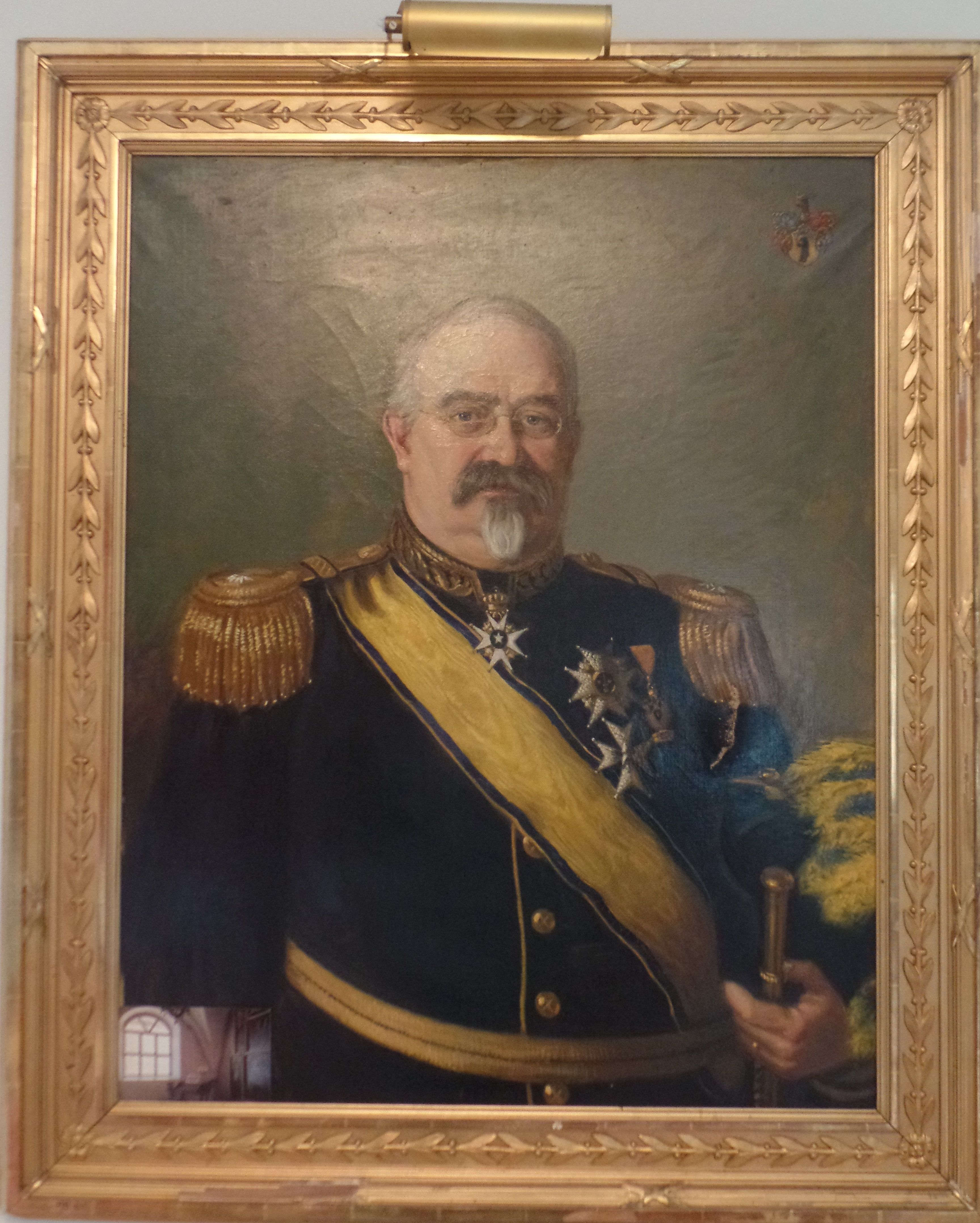

Jesper Ingevald Crusebjörn, född 12 juli 1843 på Åvinge i Grödinge, Stockholms län, död 24 juni 1904 i Umeå, var en svensk militär, ämbetsman och politiker.

## Biografi
Crusebjörn blev underlöjtnant vid Västmanlands infanteriregemente 1863, generalstabsofficer 1869, major 1883, överstelöjtnant vid andra livgrenadjärregementet 1888 och chef för Jämtlands fältjägarkår samma år, samt överste 1891. Han lämnade därefter armén då han utnämndes till landshövding i Västerbottens län, men återinträdde som generalmajor i armén 1899 och blev generallöjtnant 1901. År 1903 tog han avsked ur krigstjänsten. Crusebjörn var 1872–1882 lärare vid Krigshögskolan och 1880–1882 sekreterare i försvarskommittén.
Crusebjörn var även riksdagsledamot i första kammaren för Västerbottens läns valkrets 1884–1896, i andra kammaren för Umeå, Skellefteå och Piteå valkrets 1897–1902 och åter i första kammaren för Västerbottens läns valkrets 1903–1904. Under sin tid i andra kammaren togs hans tid flitigt i anspråk för kommittéarbeten och han var bland annat ordförande i parlamentariska befästningskommittén 1897–1898. Han var krigsminister 1899–1903 och genomdrev under sin tid som sådan anläggandet av Bodens fästning och antagandet av 1901 års härordning. På grund av sjukdom avgick han 1903 från statsrådsämbetet och återtog befattningen som landshövding i Västerbotten.
Crusebjörn var ledamot av Krigsvetenskapliga akademien och Lantbruksakademien samt kommendör av Svärdsorden och Nordstjärneorden. Hans porträtt och sabel finns vid Södra skånska regementet.
Jesper Crusebjörn var son till hovjunkaren Frans Adolf Crusebjörn och Lovisa Magdalena Fougt. Han var dottersons son till Johan Sundblad.